# Priolepis
Priolepis es un género de peces de la familia Gobiidae y de la orden de los Perciformes.

## Especies
- Priolepis agrena (Winterbottom & Burridge, 1993)
- Priolepis ailina (Winterbottom & Burridge, 1993)
- Priolepis aithiops (Winterbottom & Burridge, 1992)
- Priolepis anthioides (Smith, 1959)
- Priolepis ascensionis (Dawson & Edwards, 1987)
- Priolepis aureoviridis (Gosline, 1959)
- Priolepis boreus (Snyder, 1909)
- Priolepis cincta (Regan, 1908)
- Priolepis compita (Winterbottom, 1985)
- Priolepis dawsoni (Greenfield, 1989)
- Priolepis eugenius (Jordan & Evermann, 1903)
- Priolepis fallacincta (Winterbottom & Burridge, 1992)
- Priolepis farcimen (Jordan & Evermann, 1903)
- Priolepis goldshmidtae (Goren & Barandillas, 1995)
- Priolepis hipoliti (Metzelaar, 1922)
- Priolepis inhaca (Smith, 1949)
- Priolepis kappa (Winterbottom & Burridge, 1993)
- Priolepis latifascima (Winterbottom & Burridge, 1993)
- Priolepis limbatosquamis (Gosline, 1959)
- Priolepis nocturna (Smith, 1957)
- Priolepis nuchifasciata (Günther, 1873)
- Priolepis pallidicincta (Winterbottom & Burridge, 1993)
- Priolepis profunda (Weber, 1909)
- Priolepis psygmophilia (Winterbottom & Burridge, 1993)
- Priolepis randalli (Winterbottom & Burridge, 1992)
- Priolepis robinsi (Garzón-Ferreira & Acero P., 1991)
- Priolepis semidoliata (Valenciennes, 1837)
- Priolepis squamogena (Winterbottom & Burridge, 1989)
- Priolepis sticta (Winterbottom & Burridge, 1992)
- Priolepis triops (Winterbottom & Burridge, 1993)
- Priolepis vexilla (Winterbottom & Burridge, 1993)
- Priolepis winterbottomi (Nogawa & Endo, 2007)

- Datos: Q945438
- Multimedia: Priolepis / Q945438
- Especies: Priolepis